# Maurício José da Silveira Júnior
Maurício José da Silveira Júnior (São José dos Campos, 21 oktober 1988) is een Braziliaans voetballer die bij voorkeur als defensieve middenvelder speelt. Hij tekende in 2016 bij Zenit Sint-Petersburg.

## Clubcarrière
Maurício speelde in de jeugd bij Corinthians. In 2007 debuteerde hij voor Fluminense, waarvoor hij twee doelpunten maakte in 52 competitieduels. In februari 2010 werd de middenvelder getransfereerd naar Terek Grozny. In zes seizoenen maakte hij 29 doelpunten in 162 competitiewedstrijden voor de Tsjetsjeense club. In januari 2016 trok hij transfervrij naar reeksgenoot Zenit Sint-Petersburg. Op 13 maart 2016 debuteerde de Braziliaan voor zijn nieuwe club voor eigen publiek tegen Roebin Kazan. Zijn eerste doelpunt volgde op 16 april 2016 in de thuiswedstrijd tegen Spartak Moskou.